# Batallones lituanos TDA
Los Batallones lituanos TDA (en lituano: Tautinio Darbo Apsaugos Batalionas) o TDA, eran unidades paramilitares organizadas en junio-agosto de 1941 por el Gobierno Provisional de Lituania al comienzo de la Operación Barbarroja. Los miembros de los TDA eran conocidos por muchos nombres, como auxiliares lituanos, policías, brazaletes blancos, nacionalistas, rebeldes, partisanos o combatientes de la resistencia. Los TDA fueron pensados como base para el futuro Ejército de una Lituania independiente, pero pronto fue asumida por oficiales nazis y reorganizada en Batallones de la Policía Auxiliar Lituana (versión lituana de la Schutzmannschaft). Los TDA originales finalmente se convirtieron en el 12.º y 13.º Batallón de Policía. Estas dos unidades desempeñaron un papel activo en las matanzas masivas de judíos en Lituania y Bielorrusia. Según el Informe Jäger, los miembros de los TDA asesinaron a unos 26.000 judíos entre julio y diciembre de 1941.

## Formación
Artículo principal: Levantamiento de junio en Lituania
Cuando la Alemania nazi declaró la guerra a la Unión Soviética e invadió Lituania, el Gobierno Provisional de Lituania declaró su independencia el 23 de junio de 1941. Los lituanos esperaban restaurar una Lituania independiente que existía antes de la ocupación soviética o al menos ganar algo de autonomía de la Alemania nazi. En un esfuerzo por restablecer el ejército lituano, el Gobierno Provisional anunció la formación de los TDA en Kaunas el 28 de junio. Los planes para tal formación se hicieron ya el 24 de marzo de 1941. Los TDA llevaban un brazalete blanco en sus mangas con las iniciales en negro. Andrius Butkūnas se convirtió en el primer comandante del batallón recién formado.
Los objetivos originales de la formación eran puntos objetos estratégicos (como puentes o vías férreas), proteger a los prisioneros de guerra soviéticos, establecer el orden general en Kaunas y sus alrededores. El 4 de julio, 724 hombres, en su mayoría exsoldados y partisanos lituanos que lucharon en el Levantamiento de junio contra los soviéticos en retirada, respondieron al anuncio y se inscribieron en el batallón. A finales de julio, se formaron siete compañías. En el momento de su formación, los TDA eran el único grupo armado y organizado en Kaunas y las autoridades nazis se aprovecharon de él.

## Operaciones

### Ejecuciones de judíos
Según un informe de Karl Jäger del 6 de julio, comandante del Einsatzgruppe A, dos compañías de los TDA fueron asignadas a tareas relacionadas con asesinatos en masa de judíos: una era vigilar y ejecutar judíos en el 7.º Fuerte de la Fortaleza de Kaunas y otra fue asignada a un Einsatzkommando. Según las extensas investigaciones de posguerra llevadas a cabo por las autoridades soviéticas, a medida que las ejecuciones de judíos aumentaban en número, más compañías de los TDA participaban en los asesinatos. A la luz de tales acontecimientos, los TDA comenzaron a perder a sus miembros: entre el 5 de julio y el 11 de julio, 117 miembros dimitieron. El comandante de la 1.ª Compañía, que participó con especial frecuencia en las ejecuciones, se suicidó el 12 de julio. La 3.ª Compañía fue asignada al célebre Rollkommando Hamann, comandado por Joachim Hamann y Bronius Norkus. La unidad cometió asesinatos en masa de judíos en el campo. Según el Informe Jäger, los miembros de los TDA asesinaron a unos 26.000 judíos entre julio y diciembre de 1941.

### Reorganización
Durante la noche del 23 al 24 de julio, algunos miembros de los TDA se vieron involucrados en un intento de golpe de Estado contra el Gobierno Provisional. El golpe, organizado por miembros de la Geležinis Vilkas y apoyado por la Gestapo, logró reemplazar el liderazgo de los TDA. El Geležinis Vilkas ahora podría promover o despedir a varios miembros de los TDA. El comandante Butkūnas fue reemplazado por Kazys Šimkus.
El Gobierno Provisional se disolvió el 5 de agosto de 1941. Al día siguiente, Franz Lechthaler asumió el mando de todas las unidades policiales, incluida los TDA. El 7 de agosto, cuando los TDA contaban con 703 miembros, Lechthaler ordenó que el batallón se reorganizara en dos batallones de policía auxiliar o Hilfspolizei (en lituano: Pagalbinės Policijos Tarnyba o PPT) y que se le cambiara el nombre en consecuencia. Durante agosto se formaron tres batallones más de la PPT. En octubre, estos cinco batallones pasaron a denominarse Batallones de Seguridad (en lituano: Apsaugos Batalionas).

### Liquidación y persecución
En diciembre, los cinco batallones se reorganizaron nuevamente:
- El 1.º batallón se convirtió en el 13.º,
- El 2.º en el 12.º,
- El 3.º en el 11.º batallón de las Unidades de Autodefensa de Lituania (en lituano: Lietuvių Savisaugos Dalinys).[4]

En 1942, el nuevo 13.º batallón fue reasignado para combatir a los partisanos soviéticos cerca de Pskov y Tver. El 13.º batallón comenzó a retirarse junto con la Wehrmacht en 1944. Sus miembros fueron capturados por el Ejército Rojo o se escondieron en los bosques lituanos. Muchos miembros fueron perseguidos por las autoridades soviéticas por sus actividades previas. Algunos fueron ejecutados, otros encarcelados en gulags. Las investigaciones soviéticas continuaron hasta 1979 cuando se llevó a cabo la última ejecución en Minsk.